# Terrorangrebet i Budjonovsk 1995
Terrorangrebet i Budjonovsk 1995 forløb fra den 14. juni til den 19. juni 1995, hvor en gruppe på omkring 50 tjetjenske separatister under anførelse af den islamiske oprørsleder Sjamil Basajev angreb den sydlige russiske by Budjonovsk nær den tjetjenske grænse.

## Angrebet
Separatisterne indledte angrebet på Budjonovsk med at storme politistationen, rådhuset og andre regeringsbygninger, hvorved 15 mennesker blev dræbt og 21 andre såret. Derefter indtog de et hospital og tog mellem 1.500 og 1.800 hovedsagelig civile gidsler, deriblandt 150 børn , fødende kvinder og nyfødte spædbørn.
Gidseltagerne udsendte et ultimatum, hvori de truede med at dræbe gidslerne medmindre deres krav blev opfyldt. Kravene inkluderede en ende på krigen i Tjetjenien og en tilbagetrækning af alle russiske tropper fra Tjetjenien. På anden dagen den 15. juni krævede Basajev journalisters tilstedeværelse for en planlagt pressekonference, men da han fandt at de russiske myndigheder ikke prompte opfyldte hans krav, henrettede han fem gidsler.

## Russisk modangreb
Efter flere dages detente forsøgte russiske specialenheder, OSNAZ, at storme hospitalet for at nedkæmpe terroristerne og frigive gidslerne, men blev mødt af intens modstand. Efter mange timers kamp, hvorunder flere end 30 gidsler omkom efter at have været tvunget til at agere bombeskjold, blev der aftalt en våbenhvile hvorunder 227 gidsler blev frigivet. Senere prøvede russiske enheder at storme hospitalet en anden gang, men blev også denne gang slået tilbage.

## Udgang på krisen
Den 18. juni ledte forhandlinger mellem den russiske statsminister Viktor Chernomyrdin og Sjamil Basajev til et kompromis, hvorved den russiske regering mod at få frigivet gidslerne gik med til et temporært stop for krigshandlinger i Tjetjenien og indgå i en serie af forhandlinger. Den 19. juni blev hovedparten af gidslerne frigivet, og terroristerne, under dække af en resterende gruppe gidsler som blev tvunget til at agere bombeskjold, forlod Budyonnovsk i retning af den tjetjenske by Zandak, som de nåede uden videre problemer.

## Sårede og omkomne
Omkring 400 gidsler blev såret mens de var holdt gidsler og yderligere 120 dræbt . Det vides med sikkerhed at en del gidsler blev bevidst henrettet af deres gidseltagere, men det vides ikke hvor mange der i alt blev henrettet af deres gidseltager og hvor mange der døde ved at være fanget i krydsild mellem tjetjenske terrorister og russiske enheder eller som resultat af at være tvunget til at fungere som menneskelige bombeskjold. 25 russiske soldater og politimænd blev også dræbt.
Mange overlevende gidsler fik svære eftermen i form af psykologiske sår og traumer. En ny institution i Budyonnovsk blev opført i et forsøg på at håndtere dem.

## Efterspil
Som reaktion på hvad der af mange blev opfattet som en ringe og uprofessionel russisk håndtering af gidselsituationen, fremlagde det russiske parlament Statsdumaen et udkast til en skarp irettesættelse af den russiske regering under Viktor Chernomyrdin, som blev stemt igennem 241 for og mod 72 imod. Dog blev det hovedsagelig set som en rent symbolsk handling, og den russiske regering valgte ikke at gå af.
To uger efter angrebet, udtrykte Sjamil Basajev sine fortrydelser og tvivl ved angrebet og hvordan det havde udviklet sig og at hans mænd havde "forvandlet sig til vilde dyr". I årene efter terrorangrebet er langt de fleste af terroristerne blevet dræbt eller tilfangetaget, Basajev blev dræbt under en russisk operation juli 2006.